# Zo-onna

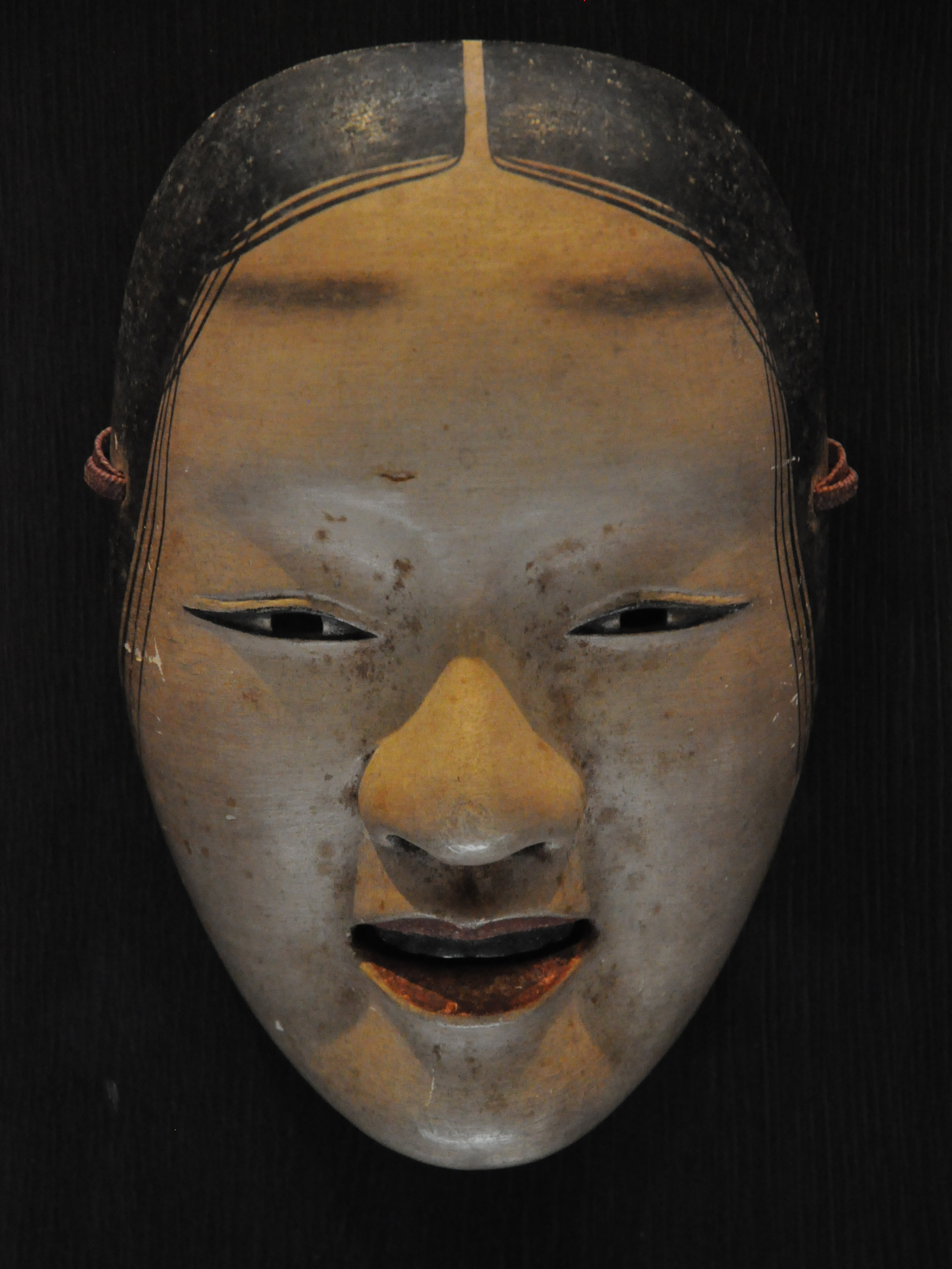
Masque de nô de type zo-onna, du XVIIe siècle - XVIIIe siècle, en bois polychrome. Musée National de Tokyo.

Le masque de zo-onna (増女, s’écrivant aussi zou-onna, zoo-onna ou zō-onna)  est un masque du théâtre japonais nô. Il fut créé par le célèbre danseur de dengaku Zōami Hisatsugu et représente une jeune femme dont le visage et empreint de dignité et de réserve. Le zō-onna est utilisé pour des rôles demandant une élégance raffinée.

## Caractéristiques
Le nom « zō » viendrait du créateur du masque, célèbre danseur de dengaku et sculpteur de masque Zōami Hisatsugu,,; zō-onna signifierait « la femme de Zō(ami) »,.
Le zō-onna se classe dans la catégorie des masques de nô représentant des jeunes femmes, à l’instar  du ko-omote, magojiro ou waka-onna, mais le visage plus mince dénote un âge légèrement plus avancé se situant possiblement dans la vingtaine.
En ce qui concerne ses attributs physiques, le zō-onna possède, entre autres, des yeux étroits,, une bouche ouverte qui laisse voir la trace d’un sourire et des sourcils peints haut sur le front. Ces propriétés, qui se doivent d’être de la plus grande délicatesse, évoquent la noblesse, la réserve, la pureté et le raffinement qui sied à des créatures d’une nature divine,.
Cet air digne, n’exprimant n’y la joie ni la colère, distingue le zō-onna des autres masques de jeunes femmes et le destine à des rôles demandant une élégance raffinée (yūgen), comme la jeune fille céleste qui a perdu sa robe de plumes dans Hagoromo,, la déesse Tatsuta no Myōjin dans Tatsuta ou bien Rokujo dans Nonomiya.